# Herman von Klempt
Herman von Klempt é um personagem fictício, um vilão da série de quadrinhos Hellboy, criado por Mike Mignola e publicado pela Dark Horse Comics.
Ele apareceu pela primeira vez em Comics Buyer's Guide.